# Homeless to Harvard: The Liz Murray Story
Homeless to Harvard: The Liz Murray Story is een Amerikaanse televisiefilm, gebaseerd op het
levensverhaal van Elizabeth Murray die als tiener dakloos was maar er later in slaagde aan de
Harvard-universiteit te gaan studeren.

## Verhaal
Liz Murray groeit als jong meisje met haar oudere zus op in een groezelig appartementje bij haar aan drugs verslaafde blinde moeder en eveneens drugsverslaafde gestoorde, maar wel intelligente vader. De moeder verblijft regelmatige enkele maanden in een instelling en onder de constante dreiging naar een instelling gestuurd te worden komt Liz er niet toe school te volgen. Zo komt het dat Liz jaren achterstaat, maar eens in de klas blijkt ze wel zeer begaafd te zijn.
Als jonge tiener wordt Liz dan toch bij haar ouders weggehaald en komt ze in een instelling terecht. Haar zus gaat naar hun grootvader, die Liz' moeder en tante als kind misbruikt heeft. Na enkele jaren kan Liz ook bij hem gaan wonen, maar hij slaat haar en al snel loopt ze samen met een vriendin van huis weg. Zodoende komt ze als vijftienjarige als dakloze op straat terecht.
In die periode overlijdt Liz' moeder aan aids en wordt begraven in een ongemerkt armengraf. Liz besluit hierop terug naar school te gaan om toch nog te proberen iets van haar leven te maken. Ze mag naar een speciale school voor kinderen met problemen gaan. Directeur David erkent al snel haar begaafdheid en ondersteunt haar. Als ze op schoolreis gaan naar Boston begint Liz te dromen om aan de Harvard-universiteit te studeren.
Daarvoor heeft ze echter een smak geld nodig, en daarom neemt ze deel aan een schrijfwedstrijd uitgeschreven door de New York Times die een universiteitsbeurs als hoofdprijs heeft. Die beurs wint ze en intussen heeft ze ook vier middelbareschooljaren afgerond in slechts twee jaar. Daardoor kan ze als 18-jarige gaan studeren aan Harvard. Na haar studies gaat ze bij de New York Times werken, alsook als motivatiespreker.

## Rolbezetting
| Acteur            | Personage                           | Opmerkingen           |
| ----------------- | ----------------------------------- | --------------------- |
| Thora Birch       | Elizabeth/Liz(zy) Murray als tiener | Protagonist           |
| Jennifer Pisana   | Elizabeth/Liz(zy) Murray als kind   | Protagonist           |
| Kelly Lynch       | Jean Murray                         | Liz' moeder           |
| Michael Riley     | Peter                               | Liz' vader            |
| Marla McLean      | Lisa Murray als twintiger           | Liz' oudere zuster    |
| Ellen Page        | Lisa Murray als tiener              | Liz' oudere zuster    |
| Aron Tager        | Pops                                | Liz' grootvader       |
| Makyla Smith      | Chris                               | Liz' dakloze vriendin |
| Robert Bockstael  | David                               | Leraar                |
| Marguerite McNeil | Eva                                 | Buurvrouw             |
| Amber Godfrey     | Dawn                                | Vriendin              |
| Seamus Morrison   | Bobby                               | Vriend                |

## Prijzen en nominaties
Homeless to Harvard werd onder meer genomineerd voor drie Emmy Awards, waarvan een voor hoofdrolspeelster Thora Birch als uitstekende hoofdrolactrice. De film kreeg nog enkele nominaties voor prijzen. De producers kregen er in 2004 een Christopher Award voor toegekend.